# Lambach, Frankrike
Lambach är en kommun i departementet Moselle i regionen Grand Est (tidigare regionen Lorraine) i nordöstra Frankrike. Kommunen ligger i kantonen Rohrbach-lès-Bitche som tillhör arrondissementet Sarreguemines. År 2022 hade Lambach 475 invånare.

## Befolkningsutveckling
Antalet invånare i kommunen Lambach
| Referens: INSEE |